# Tundabia
Tundabia is een geslacht van hooiwagens uit de familie Assamiidae.
De wetenschappelijke naam Tundabia is voor het eerst geldig gepubliceerd door Roewer in 1935. 

## Soorten
Tundabia omvat de volgende 2 soorten:
- Tundabia semicaeca
- Tundabia ugandensis